# Доходный дом Сариевых
Доходный дом Г.П. Емельянова — памятник архитектуры начала XX века в городе Ростов-на-Дону в стиле модерн. Принадлежал владельцу бричечной фабрики Емельянову Григорию Прокофьевичу. Здание ошибочно приписывается семейству Сариевых, которое владело соседним домом на Большой Садовой, 92 (прежний адрес Большая Садовая 112).

## История
Памятник архитектуры начала XX века. Здание выполнено в стиле позднего модерна, с отличительными чертами для города, которые выражены в каменных штукатурных деталях: рустовка гранитных лопаток и мощные цокольные пояса их нижней части, декоративные замки окон первого этажа и верхних окон. Одной из отличительных особенностей этого здания является то, что в нём был реализован вариант прогрессивного комбинирования конструктивной схемы, получившей распространение в начале XX века. Долгое время в здании находилась библиотека имени Максима Горького, но верхние этажи были сданы под квартиры. С течением времени на первом этаже сменилось множество заведений, но, пожалуй, самым запоминающимся из них стало кафе «Шоколадница». Под этим названием — «Шоколадница», здание и было широко известно в Ростове многие годы.

### Современность
На данный момент здание находится в аварийном состоянии: по фасаду пошли многочисленные трещины, исчезла историческая ковка, разбитыми оказались и добротные мраморные ступени богатого убранства здания.
На 42-м заседание городской Думы был утверждён прогнозный план приватизации муниципального имущества, в который были включены пять нежилых помещений общей площадью 1399,8 кв. метров в здании по адресу Большая Садовая, 94. Позже дом был выставлен на торги с обязательным условием ремонта и установления памятной таблички.
В ночь с 22 на 23 ноября 2020 года в доме произошёл сильный пожар. По предварительным данным, причина возгорания — «занесение огня извне», что может означать как поджог, так и случайное возгорание.